# Биси ла Пел (Златна обала)
Биси ла Пел (фр. Bussy-la-Pesle) насеље је и општина у источном делу централне Француске у региону Бургоња, у департману Златна обала која припада префектури Дижон.
По подацима из 2011. године у општини је живело 67 становника, а густина насељености је износила 5,84 становника/km². Општина се простире на површини од 11,47 km². Налази се на средњој надморској висини од 440 метара (максималној 593 m, а минималној 394 m).

## Демографија
| 1962. | 1968. | 1975. | 1982. | 1990. | 1999. | 2011. |
| ----- | ----- | ----- | ----- | ----- | ----- | ----- |
| 88    | 94    | 61    | 78    | 59    | 49    | 67    |

График промене броја становника у току последњих година